# Josep Carcassó i Font
Josep Carcassó i Font (Barcelona, 21 de març de 1851 - novembre de 1921) va ser un escultor català.

## Biografia
Fill de Melcior Carcasó i Agustí d'ofici cafeter i natural de Barcelona i de Francesca Font i Comas. Es coneixen pocs detalls de la seva vida, ni tan sols la seva data exacte de defunció, ja que pel que sembla va morir en la indigència. Se sap que va ser deixeble dels germans Vallmitjana (Agapit i Venanci), i que va col·laborar habitualment amb Rafael Atché. Va celebrar una primera exposició el 1872 i el 1888 va rebre un esment honorífic en l'Exposició Universal de Barcelona.
Entre les seves obres es conserva al Museu Nacional d'Art de Catalunya una titulada Enyorança (1889). Va intervenir en el Monument a Colom (1888), on va realitzar l'al·legoria d'Aragó, el medalló de la Marquesa de Moja i el model dels lleons. Al parc de la Ciutadella va executar quatre obres dissenyades pels germans Vallmitjana (1884): Comerç i Indústria, d'Agapit; i Agricultura i Marina, de Venanci.